# Lactarius acutus
Lactarius acutus é um fungo que pertence ao gênero de cogumelos Lactarius na ordem Russulales. Encontrado na Guiné e na Guiné francesa, foi primeiramente descrito cientificamente pelo botânico francês Roger Heim em 1955.